# (8160) 1990 MG
(8160) 1990 MG là một tiểu hành tinh vành đai chính. Nó được phát hiện bởi Henry E. Holt ở Đài thiên văn Palomar ở Quận San Diego, California, ngày 21 tháng 6 năm 1990.